# Спортивная гимнастика на летних Олимпийских играх 2008 — вольные упражнения (мужчины)
Соревнования в вольных упражнениях среди мужчин на летних Олимпийских играх 2008 года состоялись в Государственном дворце спорта Пекина 17 августа. В соревнованиях участвовали 8 гимнастов (не более двух от одной страны). У каждого гимнаста было только одно выступление.
Чемпионом стал китаец Цзоу Кай, серебряным призёром стал испанец Хервасио Деферр, а бронзовым призёром — россиянин Антон Голоцуцков. Из всех участников единственным, кто получил штраф, стал представитель Израиля Александр Шатилов.

## Результаты
| Место | Спортсмен         | База  | За технику | Штраф | Итог   |
| ----- | ----------------- | ----- | ---------- | ----- | ------ |
| 1     | Цзоу Кай          | 6.700 | 9.350      | -     | 16.050 |
| 2     | Хервасио Деферр   | 6.500 | 9.275      | -     | 15.775 |
| 3     | Антон Голоцуцков  | 6.500 | 9.225      | -     | 15.725 |
| 4     | Фабиан Хамбюхен   | 6.500 | 9.150      | -     | 15.650 |
| 5     | Кохэй Утимура     | 6.300 | 9.275      | -     | 15.575 |
| 6     | Диего Иполито     | 6.700 | 8.500      | -     | 15.200 |
| 7     | Марьян Дрэгулеску | 6.500 | 8.350      | -     | 14.850 |
| 8     | Александр Шатилов | 6.600 | 7.925      | 0.400 | 14.125 |